# Jefferson (Wisconsin)
Pour les articles homonymes, voir Jefferson.
Jefferson le siège du comté de Jefferson, dans le Wisconsin, aux États-Unis d'Amérique.